# Вулиця Самбірська (Львів)
Ву́лиця Самбірська — вулиця у Залізничному районі міста Львова, в місцевості Сигнівка. Сполучає вулиці Городоцьку та Грузинську, утворюючи перехрестя з вулицями Кавказькою та Рівненською.

## Історія
Виникла у 1946 році, як частина вулиці Луцької бічної, названа так на згадку про українське місто Луцьк, обласний центр Волинської області. 1993 року виділена в окрему вулицю та перейменована на вулицю Самбірськуна згадку про українське місто Самбір, що на Львівщині.

## Забудова
Забудова вулиці Самбірської — одноповерховий конструктивізм 1930-х років, промислова забудова, сучасна забудова 2020-х років.
№ 5 — чотириповерховий клубний будинок ЖК «Грей Хаус», збудований у 2021—2022 роках будівельною корпорацією «Львівбуд» на місці знесеного одноповерхового житлового будинку 1930-х років. Зданий в експлуатацію наприкінці 2022 року.